# Harry L. Maynard

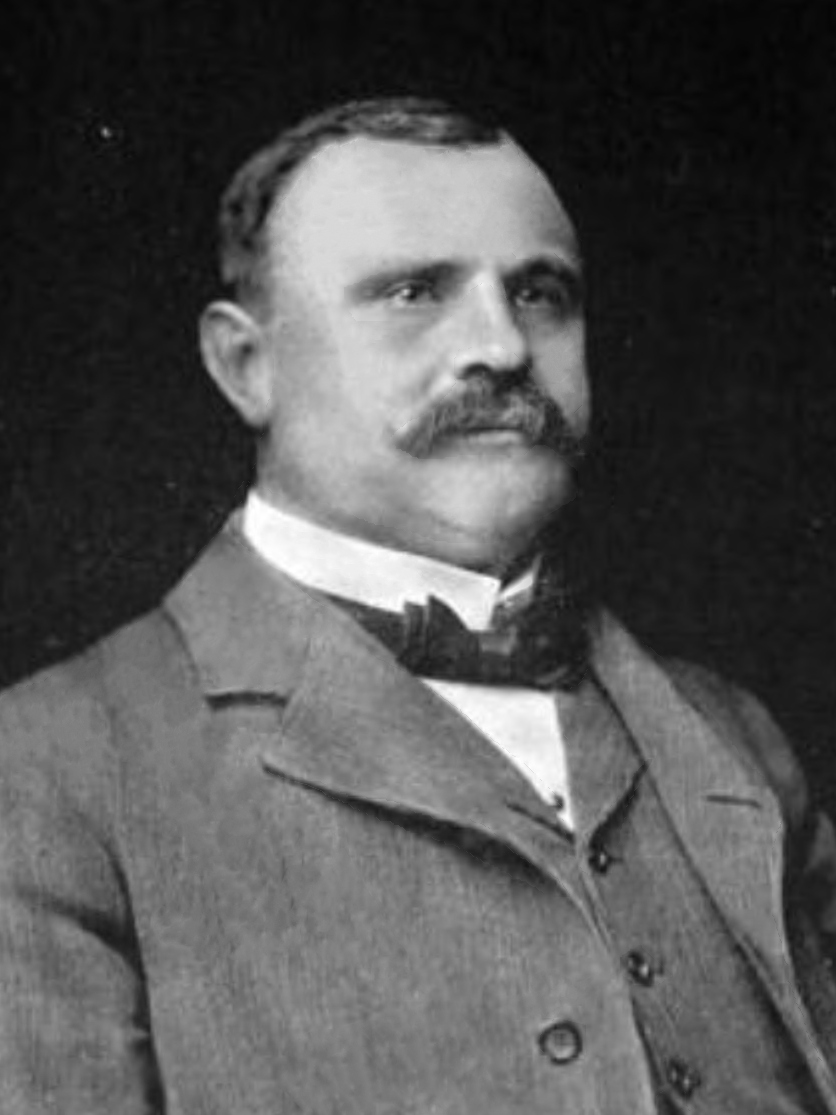
Harry L. Maynard

Harry Lee Maynard (* 8. Juni 1861 in Portsmouth, Virginia; † 23. Oktober 1922 in New York City) war ein US-amerikanischer Politiker. Zwischen 1901 und 1911 vertrat er den Bundesstaat Virginia im US-Repräsentantenhaus.

## Werdegang
Harry Maynard besuchte die öffentlichen Schulen seiner Heimat und studierte danach bis 1880 am Virginia Agricultural and Mechanical College in Blacksburg. In den folgenden Jahren arbeitete er in der Immobilienbranche. Außerdem setzte er sich für die Verbesserung der öffentlichen Dienstleistungen ein. Gleichzeitig schlug er als Mitglied der Demokratischen Partei eine politische Laufbahn ein. In den Jahren 1889 und 1890 saß er im Abgeordnetenhaus von Virginia; von 1893 bis 1901 gehörte er dem Staatssenat an.
Bei den Kongresswahlen des Jahres 1900 wurde Maynard im zweiten Wahlbezirk von Virginia in das US-Repräsentantenhaus in Washington, D.C. gewählt, wo er am 4. März 1901 die Nachfolge des zwischenzeitlich verstorbenen Richard Alsop Wise antrat. Nach vier Wiederwahlen konnte er bis zum 3. März 1911 fünf Legislaturperioden im Kongress absolvieren. Im Jahr 1910 wurde er von seiner Partei nicht mehr zur Wiederwahl nominiert. Nach dem Ende seiner Zeit im US-Repräsentantenhaus zog Harry Maynard nach New York, wo er in der Versicherungsbranche sowie im Immobiliengeschäft arbeitete. Er starb am 23. Oktober 1922 in Fort Totten, das zu New York gehört, und wurde in seinem Geburtsort Portsmouth beigesetzt.